# 今村彩夏
今村彩夏（日语：／ Imamura Ayaka，1993年8月5日—）是日本的女性聲優，2018年離開聲優業界，還在當聲優時的事務所為WITH LINE。大阪府出身。身高161cm，血型AB型。

## 人物、經歷
興趣是讀書（主要是宮部美幸、東野圭吾等推理小說家）、散步、飛鏢、保齡球、逛雜貨店、賽馬等多種活動。
特技是游泳和桌球。游泳是從2歲到小學2年級開始到游泳教室練習，中學開始正式參加活動，拿手種類為仰泳。桌球為小學到高中參加的社團，本人自稱是超攻擊型的選手。
2014年7月獲得主持廣播節目《今村彩夏 STAY GOLD》的機會。
2018年6月29日因身体不适宣布从声优界引退，与此同时其个人Twitter账号也被注销。

## 繼任
在今村引退後，接任作品的聲優如下：
- 吉岡茉祐 — 《溫泉女孩》：飯坂真尋
- 星谷美緒 — 《賽馬娘 Pretty Derby》：摩耶重炮
- 立花理香 — 《SINoALICE》：小紅帽
- 金子彩花 — 《閃耀幻想曲》：飯野水葉
- 吉岡麻耶 — 《閃耀幻想曲》：葉山照
- 花井美春 — 《天華百劍-斬-》：紅葉狩兼光
- 古賀葵 — 《Princess Principal》：安潔
- 河野日和 — 《神獄塔 斷罪瑪麗》：哈梅爾
- 田嶌紗蘭 — 《問答RPG 魔法使與黑貓維茲》：皮蕾特‧恰普
- 戶松遙 — 《StarHorse4》：日吉遙

## 演出作品
※粗體字為主要角色。

### 電視動畫
2014年
- 一週的朋友（女孩子）
- 普通女高中生要做當地偶像
- 斬！赤紅之瞳（耳、遊女B）
- 三坪房間的侵略者！？（小四）
- 狼少女和黑王子（女學生）

2015年
- 絕對雙刃（穗高雅[4]）
- 靈感少女（女高中生）
- Chaos Dragon 赤龍戰役（密思卡、副官）
- 青春×機關槍（女學生）
- 城下町的蒲公英（小孩、女學生）
- Classroom☆Crisis（女學生）
- 櫻子小姐腳下埋著屍體（鴻上百合子）
- 緋彈的亞莉亞AA（風魔陽菜、女孩子）

2016年
- HUNDRED百武裝戰記（美美[5]）
- 三者三葉（葉山照）
- Divine Gate（霍德爾）
- B-PROJECT〜鼓動＊Ambitious〜（歌姬午餐A）
- NEW GAME!（媽媽）
- 斯黛拉的魔法（飯野水葉）
- 灼熱的桌球娘（咪咪）

2017年
- 雛子的筆記（女性、女子社員）
- 覆面系NOISE（女性櫃台人員）
- 猜謎王（野村）
- 人馬小姐不迷茫（美浦）
- Princess Principal（安潔）
- 地獄少女 宵伽（女學生）

2018年
- 愛吃拉麵的小泉同學（女性友人）
- 酒鬼妹子（天月滿）
- Fate/EXTRA Last Encore（尼里ミサオ）
- 錢進球場（陪酒小姐）

### 遊戲
2014年
- 我家公主最可愛（冰晶姬 卡莉諾·亞提）
- 妖怪百姬！（大百足、水精[6]）

2016年
- 白貓Project（克蕾亞．史帝文森）

2017年
- 艦隊Collection -艦Colle-（伊13、伊14、深海雙子棲姬、伊400、佐渡、對馬）
- Princess Principal GAME OF MISSON（安潔[7]）
- SINoALICE（小紅帽）

2018年
- 天華百劍-斬-（紅葉狩兼光）
- 人中之龍online（DJミソラ）

### 廣播劇CD
- 夢之賭場學園 廣播劇CD（小鳥遊愛菜）

### 廣播
- 今村彩夏 STAY GOLD（日语：今村彩夏 STAY GOLD）（超!A&G+：2014年7月9日－2018年6月27日）

### 數位漫畫
2014年
- 我的初戀情人 - UULA

## 外部連結
- （日語）Imamura Ayaka｜WITH LINE